# Montjoie-Saint-Martin
Montjoie-Saint-Martin is een gemeente in het Franse departement Manche (regio Normandië) en telt 263 inwoners (1999). De plaats maakt deel uit van het arrondissement Avranches.

## Geografie
De oppervlakte van Montjoie-Saint-Martin bedraagt 7,4 km², de bevolkingsdichtheid is 35,5 inwoners per km².
De onderstaande kaart toont de ligging van Montjoie-Saint-Martin met de belangrijkste infrastructuur en aangrenzende gemeenten.

## Demografie
Onderstaande figuur toont het verloop van het inwonertal (bron: INSEE-tellingen).

1. ↑  Populations de référence 2022.